# Тотоєскул Володимир Макарович
Тотоєскул Володимир Макарович (21.01.1896/09.01.1896 ст. ст. — 04.12.1918) — український військовий діяч, сотник артилерії УГА.

## Родина
Народився в с. Іспас, повіт Вижниця на Буковині, нині Вижницького р-ну Чернів. обл.  в сім'ї  народного вчителя школи в с. Слободзія Банилів, згодом залізничного службовця, сотника УГА Макарія Тотоєскула та Адольфіни, уродженої Куліцької. Дитячі роки провів на родинному обійсті Тотоєскулів в Іспасі (буд. № 164).

## Навчання

#### Гімназист
З 1906/1907 по 1912/1913 навчальні рр. навчався в Чернівецькій вищій реальній гімназії, де 03.07.1913 р. склав матуральні іспити. Гімназистом брав участь в стрілецьких змаганнях, 08.06.1912 р. був нагороджений почесною нагородою команди ландверу  (срібним годинником) як один з найвлучніших стрільців серед учнів вищої реальної школи.  

#### Студентські роки
Студіював на Чернівецькому університеті, член українського академічного козацтва «Запороже» в Чернівцях.

## Домашня адреса
В Чернівцях мешкав з батьками за адресою Шітценґассе, 7а, згодом Штайнґассе, 12.

## Військова служба
Військову службу розпочав в 1914 р. однорічним добровольцем 33-го полку польової артилерії у Станіславові. Закінчив старшинську школу, з 09.1915 р. іменований лейтенантом резерву 33-го полку польової артилерії. З 08.1916 р. переведений на службу в 11-й полк польової артилерії, з 11.1916 р. іменований обер-лейтенантом активної служби, з 05.1918 р. капітаном активної служби 11-го полку польової артилерії, де він служив разом з К. Купчанком та Я. Воєвідкою. Як командир батареї в Першій світовій війні брав участь в боях на російському, сербському, італійському, бельгійському і французькому фронтах. В 10.1915 р. нагороджений срібною медаллю за хоробрість 2-го класу, в 06.1916 р. — хрестом за військові заслуги 2-го класу з військовою декорацією. Нагороджений також срібною медаллю за військові заслуги на стяжці хреста за військові заслуги та бронзовою медаллю за військові заслуги на стяжці хреста за військові заслуги. Після розвалу Австро-Угорської монархії, який застав В. Тотоєскула в Сербії, став на службу в українську армію як сотник УГА при Коломийській ОВК, будучи вписаним в так звану «Алфавітну книгу реєстрації січових стрільців» (насправді УГА) як «сотник Володимир Тотоєскуль, уроджений 1893 р. в місцевості Буковина, згинув на панцирнім потягу в Сихові 01.12.1919 р., похований в Чернівцях». Сформував 23.11.1918 р. в Коломиї батарею, яка складалася з 4-ох австрійських 8-ми см польових гармат і стала зав'язком 1-го артилерійського полку 1-ї (УСС) бригади УГА. В Коломиї заручився з сестрою свого гімназійного товариша Володимира Кисілевського, донькою відомої письменниці Олени Кисілевської. 28.11.1918 р. вирушив на чолі Коломийської батареї на протипольський фронт під Львовом. На саморобному панцирнику власної конструкції виїхав 04.12.1919 р. до Старого Села, а потім в'їхав в польські окопи в Сихові під Львовом, обстрілюючи їх з гармати та скорострілів, однак був поцілений ворожою кулею і помер на руках брата Нестора.

## Захоронення
Був похований спершу на стрілецькому цвинтарі в Станіславові (поховання № 89), де досі стоїть присвячений йому хрест. Зі Станіславова батьки перевезли 12.12.1918 р. тіло В. Тотоєскула в Чернівці та поховали його в гробівці родини Куліцьких на Руському цвинтарі в кварталі № 69, на якому досі зберігся німецькомовний напис «Wladimir R. v. Totoiescul k. u. k. Artillerie Hauptmann. An dem Felde der Ehre gefallen am 4 December 1918». Після смерті Н. Тотоєскула в 1922 р. та спорудження родинного гробівця Тотоєскулів в кварталі № 33 на Руському цвинтарі в Чернівцях перепохований поруч з братом під німецькомовним написом «Wladimir R. v. Totoescul K. u. k. Haupt. ¯ 1896 —  1918».
На Буковині ім'я Володимира Тотоєскула було оточено особливим пієтетом як першого українського старшини з Буковини, що загинув смертю героя в лавах УГА в боях за визволення Львова.